# Huwag Ka Lang Mawawala
Huwag Ka Lang Mawawala é uma telenovela filipina exibida em 2013 pela ABS-CBN. Foi protagonizada por Judy Ann Santos, e com atuação antagônica de Sam Milby, KC Concepcion e Tirso Cruz III.

## Elenco
- Judy Ann Santos - Anessa Panaligan
- Sam Milby - Eros Diomedes
- KC Concepcion - Alexis Ganzon
- John Estrada - Alejo Apostol
- Coney Reyes - Helena Diomedes
- Tirso Cruz III - Romulos Diomedes
- Mylene Dizon - Athena Apostol
- Susan Africa - Demetria Panaligan
- Empress Schuck - Iris Diomedes
- Joseph Marco - Leandros Panaligan
- Bryan Termulo - Victor Guevarra
- Matet de Leon - Nancy
- Amalia Fuentes - Dr. Maria Balaguer
- Gretchen Barretto - Atty. Eva Custodio